# Campionati europei di tuffi 2025 - Piattaforma 10 metri sincro maschile
La gara dalla piattaforma 10 metri sincro maschile ai campionati europei di tuffi 2025 si è svolta il 27 maggio 2025 presso la Gloria Sports Arena di Antalya. Hanno preso parte alla competizione sei squadre nazionali

## Risultati
| Pos. | Atleti                                          | Squadra       | Punti  |
| ---- | ----------------------------------------------- | ------------- | ------ |
|      | Mark Hrytsenko Oleksii Sereda                   | Ucraina       | 413.76 |
|      | Espen Prenzyna Ole Johannes Rosler              | Germania      | 402.24 |
|      | Simone Conte Riccardo Giovannini                | Italia        | 378.45 |
| 4    | Anton Knoll Dariush Lotfi                       | Austria       | 374.67 |
| 5    | Carlos Camacho del Hoyo Rodrigo Cardona Herrero | Spagna        | 345.93 |
| 6    | Kyle Kothari Robbie Lee                         | Gran Bretagna | 317.76 |